# Jappova–Klingemannova reakce
Jappova–Klingemannova reakce je organická reakce sloužící k přípravě hydrazonů z β-ketokyselin (nebo jejich esterů) a arylových diazoniových solí. Objevili ji němečtí chemici Francis Robert Japp a Felix Klingemann.
Hydrazony získané Jappovou–Klingemannovou reakcí se používají jako meziprodukty při syntéze složitějších organických sloučenin, například fenylhydrazony mohou být zahřívány za přítomnosti silné kyseliny a vytvářet tak indoly ve Fischerově syntéze.

## Mechanismus
K popisu mechanismu Jappovy–Klingemannovy reakce je použita reakce esteru β-ketokyseliny. V prvním kroku je β-ketoester deprotonován. Nukleofilní adicí enolátového aniontu 2 na diazoniovou sůl vznikne azosloučenina 3, která se hydrolýzou přemění na meziprodukt 4, jenž se rychle rozkládá na karboxylovou kyselinu 6. Po výměně vodíku se vytvoří konečný produkt 7.